# ۲۳ شعبان
۲۳ شعبان، بیست و سومین روز از ماه شعبان در تقویم هجری قمری است.
در تقویم هجری قمری قراردادی این روز دویست و سیمین روز سال است.

## وقایع
رقیه دختر اباعبدالله الحسین